# Пишне (Лубенський район)
Пи́шне — село в Україні, у Лубенській міській громаді Лубенського району Полтавської області. Населення становить 138 осіб. До 2020 року орган місцевого самоврядування — Новаківська сільська рада.

## Географія
Село Пишне розташоване за 162 км від обласного центру та 18 км від районного центру, біля витоків річки Вільшанка, нижче за течією за 2 км розташоване село Тарандинці. Через село пролягають автошлях міжнародного значення М03 та залізниця Київ — Харків, найближча залізнична станція Вили (за 1,5 км).

## Історія
12 червня 2020 року, відповідно до розпорядження Кабінету Міністрів України № 721-р «Про визначення адміністративних центрів та затвердження територій територіальних громад Полтавської області», село увійшло до складу Лубенської міської громади.
19 липня 2020 року, в результаті адміністративно - територіальної реформи та ліквідації Лубенського району(1923-2020), село увійшло до складу новоутвореного Лубенського району.

## Населення
За переписом УРСР 1989 року чисельність наявного населення села становила 137 осіб, з яких 60 чоловіків та 77 жінок.
За переписом населення України 2001 року в селі мешкало 138 осіб.

### Мова
Розподіл населення за рідною мовою за даними перепису 2001 року:
| Мова       | Відсоток |
| ---------- | -------- |
| українська | 92,75 %  |
| російська  | 7,25 %   |